# Libocedrus
Libocedrus és un gènere de coníferes de la família Cupressaceae. Aquest gènere està estretament relacionat amb els gèneres sud-americans Pilgerodendron i Austrocedrus, i el de Nova Guinea Papuacedrus.
Les fulles estan imbricades, fan de 3-7 mm de llargada. Les pinyes fan 8-20 mm de llargada.

## Taxonomia
Inclou cinc o sis espècies:
- Libocedrus austrocaledonica - Nova Caledònia
- Libocedrus chevalieri - Nova Caledònia
- Libocedrus yateensis - Nova Caledònia
- Libocedrus bidwillii - Nova Zelanda
- Libocedrus plumosa - Nova Zelanda
- Libocedrus uvifera- Andes meridionals (disputat, alguns autors el situen al gènere Pilgerodendron)

## Usos
La seva fusta és tova i moderadament resistent a la descomposició i amb fragància resinosa. Les dues espècies de Nova Zelanda es fan servir com plantes ornamentals.